# Kirchheim (Heidelberg)
Kirchheim (ⓘ, kurpfälzisch: Kärje ['kɛʒə]) ist ein Stadtteil von Heidelberg (Baden-Württemberg), der im Südwesten der Stadt liegt.

## Geographie
Kirchheim liegt in der Oberrheinischen Tiefebene. Der historische Ortskern findet sich rund um die Petruskirche und umfasst die heutigen Straßen Türmergasse, westliche Hegenichstraße, Oberdorfgasse und Schneegasse bis hin zu Sandhäuser, Schwetzinger und Odenwaldstraße. Die südöstliche Begrenzung bildete der Kirchheimer See, der sich in einem alten Neckararm gebildet hatte, aber zunehmend verlandet und schließlich trockengelegt worden war. Der Verlauf des ehemaligen Neckararmes ist in den nicht durch Verkehrsbauten umgestalteten Bereichen südlich und westlich der geschlossenen Bebauung noch zu erkennen. Die Kirchheimer Gemarkung grenzt im Norden an den Pfaffengrund und die Bahnstadt, im Nordosten an die Weststadt, im Osten an die Südstadt und an Rohrbach, allesamt ebenfalls Stadtbezirke von Heidelberg. Im Südosten liegen Leimen mit dem 1973 eingemeindeten St. Ilgen, im Süden Sandhausen und das bis 1928 eigenständige Bruchhausen, im Südwesten jenseits von Leimbach und Landgraben (den einzigen offenen Fließgewässern) Oftersheim, im Westen Schwetzingen und im Nordwesten Plankstadt und Eppelheim.

## Geschichte

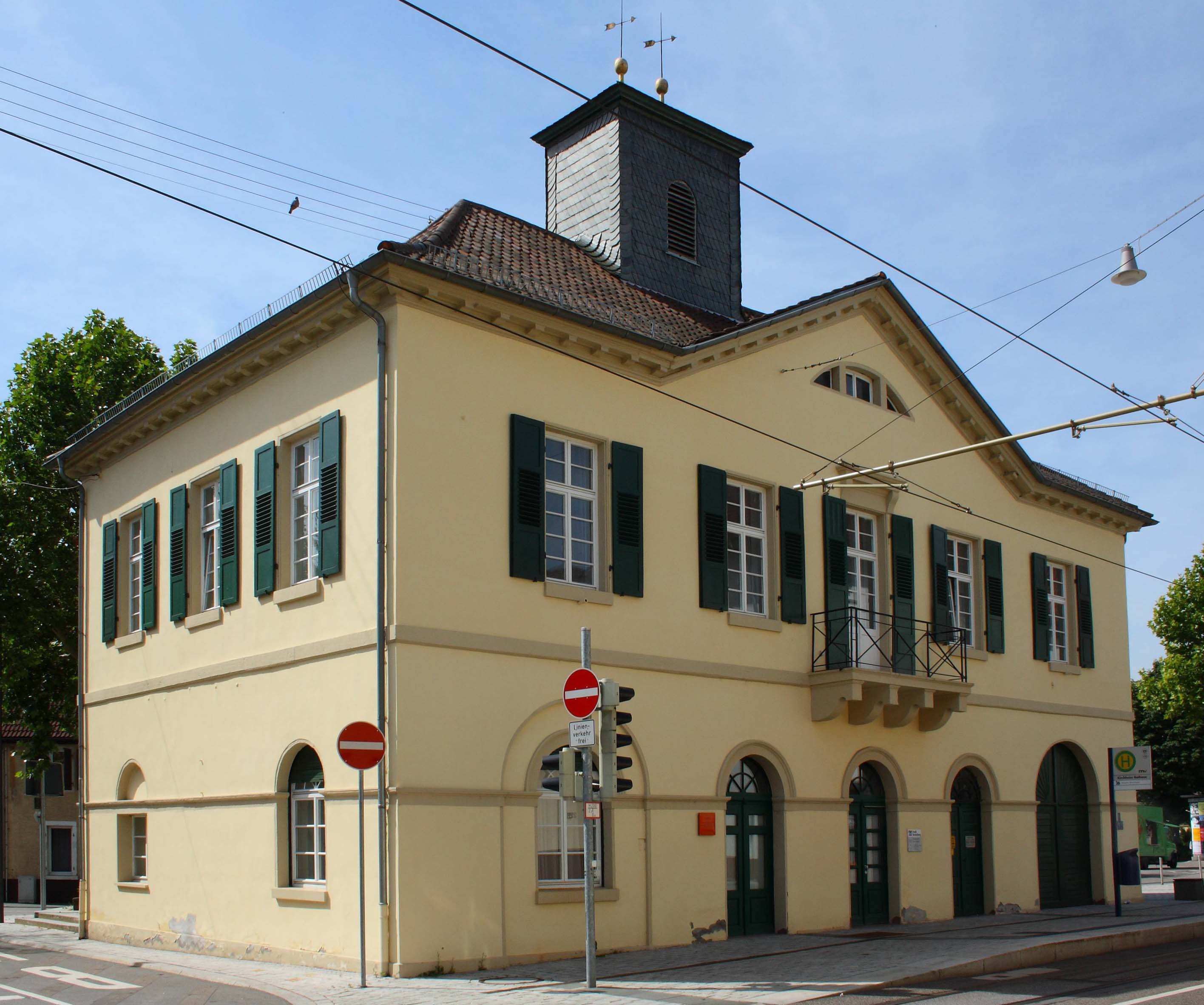
Altes Rathaus im Ortskern

Die ersten Spuren einer Besiedlung sind Ausgrabungsfunde (Gefäße, Steinaxt, Steinmeißel) aus der jüngeren Steinzeit (3500–1800 v. Chr.). Die Funde sind den Kulturen der Linearbandkeramiker und der Schnurkeramiker zuzuordnen. Des Weiteren gibt es Hinweise auf eine neckarsuebische Siedlung auf der Kirchheimer Gemarkung.
Die frühmittelalterliche Besiedlung ist überwiegend durch mehrere Gräberfelder nachzuvollziehen. Zum ersten Mal schriftlich erwähnt wurde der Ort im Jahr 767 n. Chr. als Chirichheim im Lorscher Codex.
Im Dreißigjährigen Krieg wurde das Dorf samt seiner Kirche stark zerstört; der Wiederaufbau erlitt einen herben Rückschlag durch die erneute Niederbrennung im Pfälzischen Erbfolgekrieg.
Am 1. April 1920 wurde Kirchheim mit seinen etwa 8000 Einwohner nach Heidelberg eingemeindet und ist seit dieser Zeit ein Stadtteil.

## Gliederung Kirchheims als Stadtteil
Kirchheim als Stadtteil ist zu statistischen Zwecken in fünf Bezirke untergliedert. Drei davon umfassen den geschlossen bebauten eigentlichen Ort, zwei die umliegenden Bereiche. Nachfolgende Zahlenangaben sind Stand 2012.
Kirchheim West (Nr. 007 3, 70,7 Hektar, 5234 Einwohner) heißt das Gebiet westlich der Pleikartsförster und der Sandhäuser Straße. Es ist der in den vergangenen Jahren am stärksten gewachsene Bereich des Stadtteiles. Bis in die 1980er Jahre beschränkte sich die Bebauung auf Häuser auf der Westseite der beiden genannten Straßen, kurze Stichstraßen, die davon abführten, das Hüttenbühl sowie die lockere Häuserzeile entlang des Heuauer Weges. In der Folgezeit wurde das Gebiet, das im Westen vom Cuzaring begrenzt wird, zunehmend bebaut. Mit den Wohngebieten Kirchheim West und Am Dorf sowie der jüngsten Erweiterung Im Bieth ist der Bezirk mittlerweile vollständig erschlossen.
Kirchheim Mitte (Nr. 007 1, 116,5 Hektar, 6584 Einwohner) umfasst den historischen Ortskern, in dem sich auch das ehemalige Rathaus aus der Zeit der Eigenständigkeit Kirchheims und die Kurpfalzschule befinden. Ebenfalls dazu gehören bauliche Erweiterungen in nördlicher Richtung, durchgeführt bis etwa Mitte des 20. Jahrhunderts, sowie die östlich gelegene, vom übrigen Ort durch die Eisenbahnstrecke nach Karlsruhe getrennte genossenschaftliche Siedlung Höllenstein.
In Richtung Innenstadt schließt sich Kirchheim-Nord (Nr. 007 3, 31,9 Hektar, 2580 Einwohner) an, entstanden im Wesentlichen nach dem Zweiten Weltkrieg. Die Geschwister-Scholl-Schule befindet sich in diesem Bezirk, welcher der flächenmäßig kleinste Kirchheims ist.
Nördlich davon, die Grenze bildet die Stettiner Straße, liegt der Bezirk Am Kirchheimer Weg (Nr. 007 5, 109,7 Hektar, 1023 Einwohner) mit dem Notwohngebiet Mörgelgewann und Kirchheimer Weg.
Große Gebiete des zentralen Bereichs dienen der Freizeitgestaltung und der Erholung. Neben Kleingärten finden sich dort ausgedehnte Sportanlagen, unter anderem das Sportzentrum Süd, in dem die SG Kirchheim beheimatet ist, das nach Michael Peter benannte Hockeystadion des HCH, die Rugbyfelder von HRK und RGH sowie die Sportflächen des Heidelberger SC. Im Bezirk liegen auch die Gregor-Mendel-Realschule, der städtische Bauhof und der Messplatz, weitere Bereiche werden durch Betriebe des Erwerbsgartenbaus genutzt. Im Norden des Bezirks befindet sich mit der ehemaligen US-Kaserne Patton Barracks eine der Konversionsflächen der Stadt. Dort angrenzend liegen ein weiterer Sportplatz, der von der Union Heidelberg genutzt wird, sowie zwei der drei, allesamt kleinen Wohngebiete: das Mörgelgewann sowie die genossenschaftliche Siedlung Am Kirchheimer Weg. Die dritte, nur zwei Straßen umfassende Fläche, liegt im äußersten Südosten des Bezirks.
Die übrigen Außengebiete des Stadtteils im Norden, Westen und Süden deckt der fünfte Bezirk Kirchheimer Flur und Patrick-Henry-Village (Nr. 007 4 / 007 6, 1205 ha, 444 Einwohner) ab. Es ist der flächenmäßig größte, aber einwohnerschwächste Bezirk Kirchheims. Hier befinden sich mit dem ehemaligen Heidelberg Army Heliport sowie der ebenfalls aufgelassenen Wohnsiedlung Patrick-Henry-Village zwei weitere Konversionsflächen, über deren weitere Nutzung aber noch nicht entschieden wurde. Insgesamt fünf Wohnplätze liegen im Bezirk: der auf das Mittelalter zurückgehende Weiler Pleikartsförster Hof, die ebenfalls Jahrhunderte alte ehemalige Bruchhäuser und jetzige Kirchheimer Mühle, sowie mit Neurott, dem Kirchheimer Hof und dem Kurpfalzhof drei landwirtschaftliche Aussiedlersiedlungen des zwanzigsten Jahrhunderts. Im Bezirk befinden sich auch die Stadtgärtnerei, der Recyclinghof, der Kirchheimer Friedhof, zwei weitere Aussiedlerhöfe im Gewann Stöckig sowie, im äußersten Südwesten, das Fahrsicherheitszentrum des ADAC und die ehemalige städtische Mülldeponie Feilheck. Hier liegt auch die einzige Stelle, an der das Stadtgebiet Heidelbergs an den Hardtwald angrenzt.

## Politik

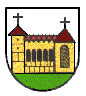
Ehemaliges Wappen von Kirchheim

Seit Planung des 1824 fertiggestellten Alten Rathauses bis zur Eingemeindung nach Heidelberg wurden die Geschicke des Dorfes von folgenden Bürgermeistern, Vögten und Schultheißen geleitet:
- Johann Georg Koppert (1795–1824)
- Johann Georg Leiberg (1824–1825)
- Georg Adam Lüll (1825–1830)
- Heinrich Schmitt (1831–1838)
- Johann Ludwig Schneider (1838–1844)
- Georg Kaltschmitt (1845–1848)
- Heinrich Schmitt (1848–1854)
- Georg Kaltschmitt (1854–1860)
- Georg Mampel (1861–1870)
- Philipp Alexander Kaltschmitt (1870–1894)
- Georg Kaltschmitt III. (1894–1914)
- Johann Georg Goll (1914–1918)
- Matthias Treiber (1918–1920)

Der Kirchheimer Bezirksbeirat setzt sich wie folgt zusammen:
| Partei/Liste       | 2019 |
| ------------------ | ---- |
| Grüne              | 5    |
| „Die Heidelberger“ | 3    |
| CDU                | 3    |
| SPD                | 2    |
| Die PARTEI         | 1    |
| Die Linke          | 1    |
| FDP                | 1    |
| GAL                | 1    |
| AfD                | 1    |

## Wirtschaft
In der ehemaligen Hauptverkehrsstraße, die seit (Wieder-)Inbetriebnahme der Straßenbahnlinie 26 verkehrsberuhigt wurde, sind viele kleine Geschäfte des Einzelhandels ansässig. Die Lebensmittelgeschäfte bilden ein dichtes Netz, so dass alle täglichen Geschäfte direkt vor Ort erledigt werden können. Zahlreiche Ärzte haben sich in diesem Stadtteil niedergelassen.

## Verkehr

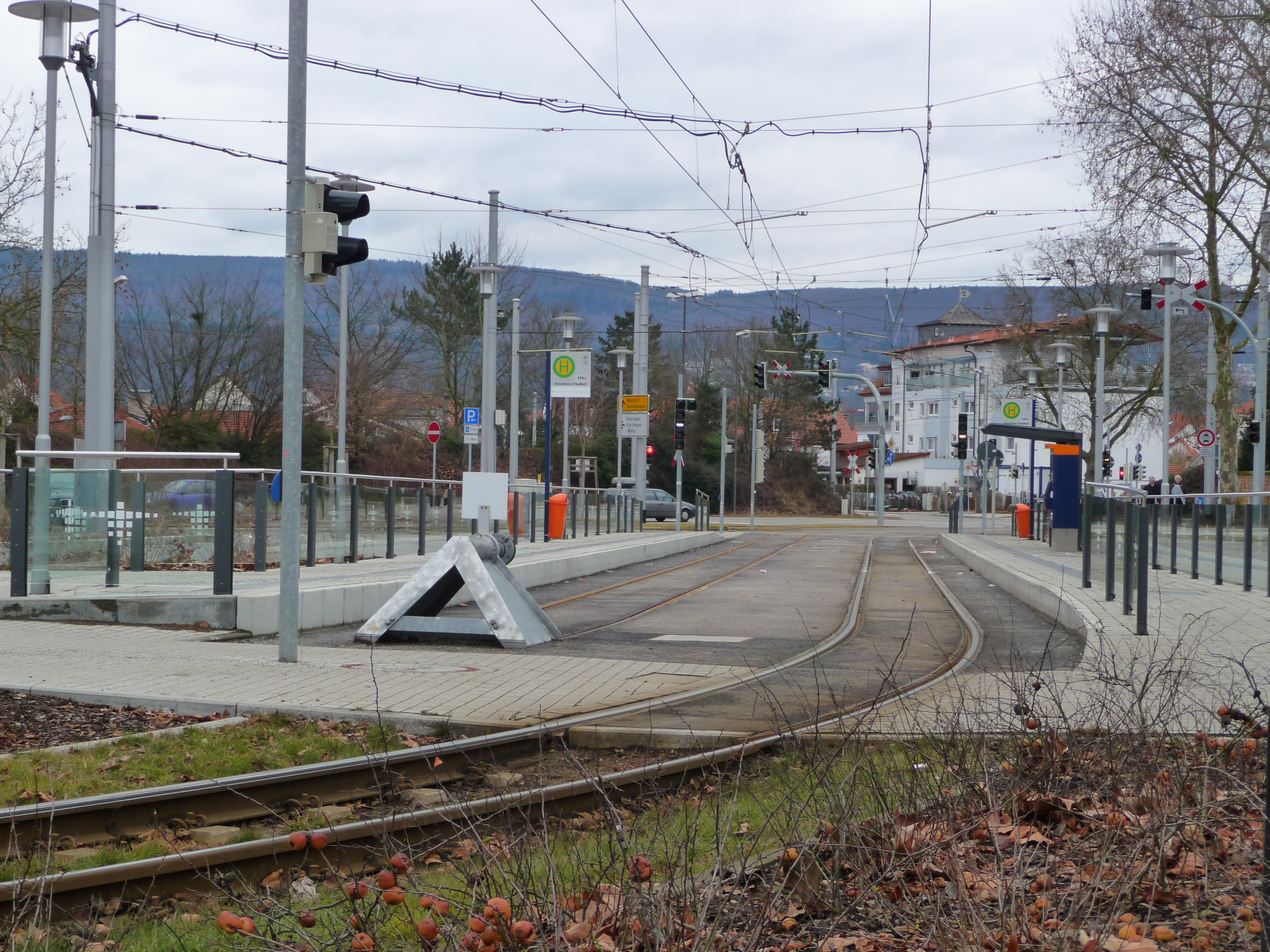
Endhaltestelle der Linie 26 am Kirchheimer Friedhof

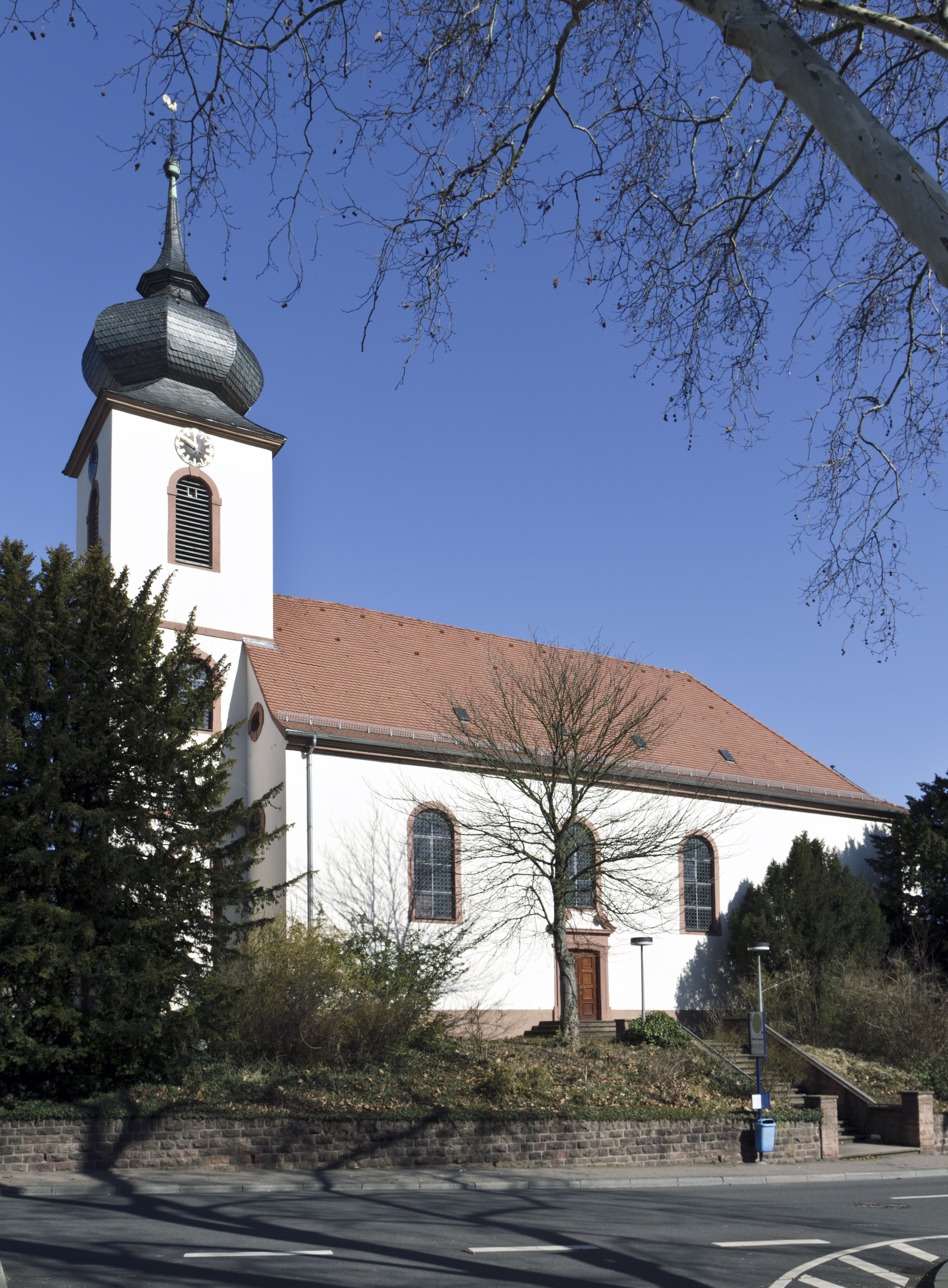
Evangelische Petruskirche der Bonhoeffer-Gemeinde

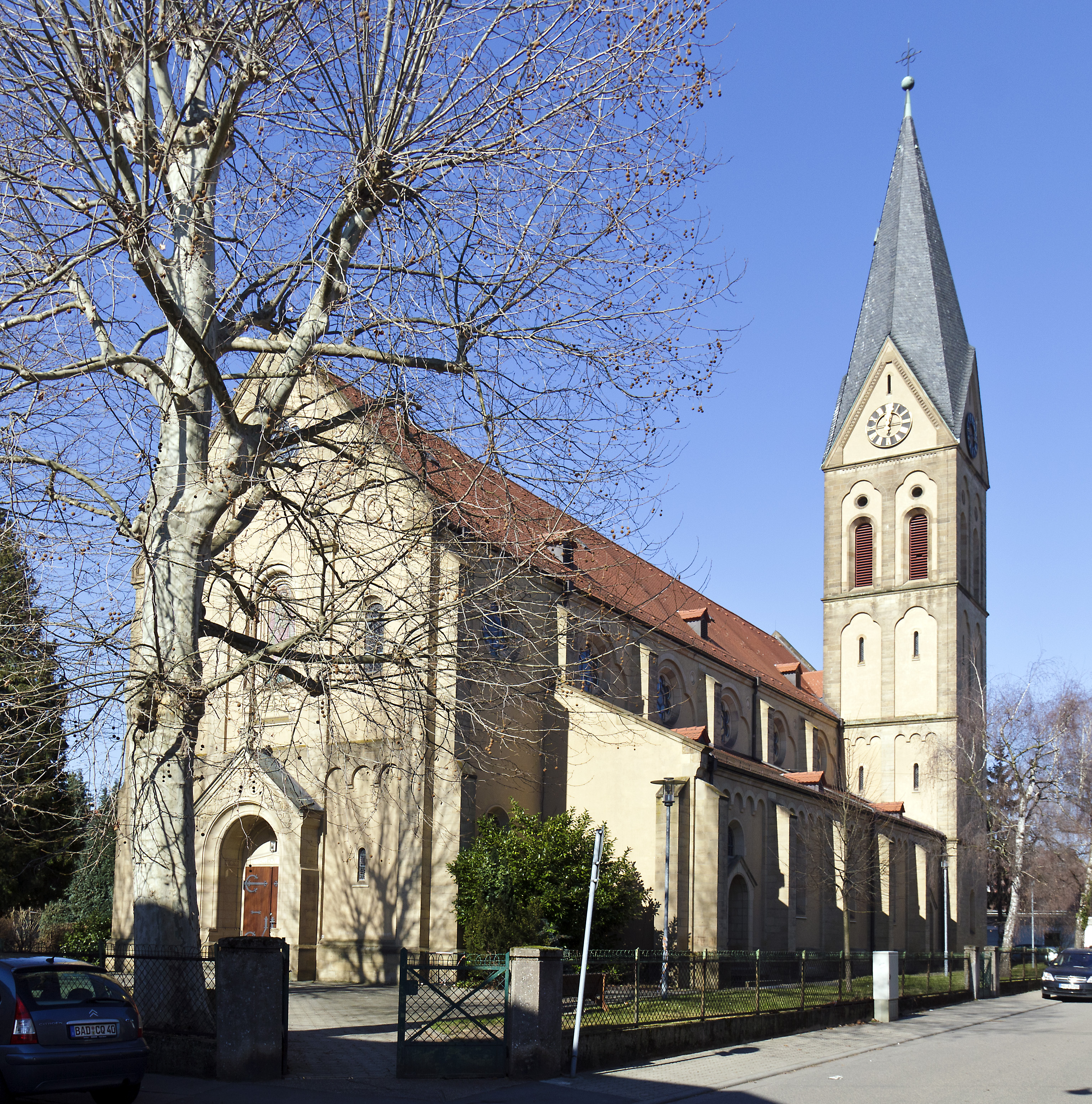
Katholische Kirche St. Peter

Im Jahre 1865 erhielt Kirchheim an der Rheintalbahn von Heidelberg nach Karlsruhe einen Bahnhof, gelegen an der Gemarkungsgrenze zur seinerzeit ebenfalls noch selbstständigen Gemeinde Rohrbach. Seit ihrer Inbetriebnahme 2003 wird er von der S-Bahn Rhein-Neckar im Taktverkehr bedient, außerdem wurde Rohrbach als Namensbestandteil mit aufgenommen.
1910 wurde eine Straßenbahnverbindung von Kirchheim nach Rohrbach zur dort verlaufenden Strecke zwischen Heidelberg und Wiesloch in Betrieb genommen. Sie begann am Markt in Rohrbach und führte durch die Heinrich-Fuchs-Straße, über die Bürgerbrücke und durch Bürger-, Hagellach-, Odenwald- und Schwetzinger Straße zur Endhaltestelle am Kirchheimer Rathaus. Seit Einführung der Liniennummern bei der Heidelberger Straßenbahn 1913 und zeit ihres Bestehens, mit Ausnahme kurzzeitiger Einstellung des Betriebs zum Ende der Hyperinflationszeit sowie nach Ende des Zweiten Weltkrieges, verkehrte dort die Linie 6. Linienende war bis 1948 der alte Heidelberger Hauptbahnhof, anschließend die Bahnhofstraße am Nordrand der Weststadt. Zwischen 1960 und 1963 lag der Endpunkt am Seegarten, dem heutigen Adenauerplatz und ab da bis zur Einstellung der Strecke 1972 an der Haltestelle Handschuhsheim-Nord.
Nach heftigen Diskussionen im Heidelberger Gemeinderat hat Kirchheim seit dem 9. Dezember 2006 nach mehrjährigen Bauarbeiten wieder eine Straßenbahnanbindung in die Heidelberger Innenstadt. Auch diese bekam im Prinzip wieder die Liniennummer 6, durch die verbundweite Vereinheitlichung der Liniennummern, mit führender „2“ für die Heidelberger Straßenbahnlinien, als Linie 26. Die Linienführung war allerdings, mit einer kurzen Ausnahme in der Ortsmitte, eine völlig andere, führte sie doch nun über den Kirchheimer Weg in direkter Linie zum Bismarckplatz. Diese direkte Streckenführung wurde mit dem Fahrplanwechsel 2018 erneut modifiziert, sodass die Linie 26 seitdem einen Umweg über die Czernybrücke fährt, um die neu entstandenen Wohngebiete in der Bahnstadt mit bedienen zu können. Kirchheim wird außerdem von den Buslinien 33, 717, 720, 721, und 722 angefahren.
Die Bundesautobahn A5 sowie die Bundesstraßen B3 und B 535 verlaufen unweit des Ortsteils an Kirchheim vorbei.

## Bildung
Kirchheim besitzt zwei Grundschulen, eine Gemeinschaftsschule, sowie eine erbaute Realschule:
- Kurpfalzschule (Grundschule)
- Geschwister-Scholl-Schule (Grund- und Gemeinschaftsschule)
- Gregor-Mendel-Schule (Realschule)

Weiterhin befinden sich in diesem Stadtteil sieben Kindergärten in Trägerschaft der katholischen bzw. evangelischen Kirche sowie der Stadt Heidelberg.

## Kirchen
In Kirchheim gibt es die evangelische Bonhoeffer-Gemeinde, die 2017 aus den ehemaligen Pfarrgemeinden Blumhardt mit der Petruskirche und der Gemeinde Wichern mit ihrem Gemeindehaus Arche entstanden ist, sowie die römisch-katholische Kirchengemeinde St. Peter mit der Pfarrkirche St. Peter.